# Чернышёв, Андрей Гаврилович
Андре́й Гаврии́лович Чернышёв (1720 или 1721, Москва? — 16 (28) февраля 1797, Санкт-Петербург?) — генерал-аншеф, петербургский комендант.

## Биография
Старший сын лейб-кампанца Гаврилы Чернышёва, происходившего из «людей барских» города Москвы (по другим данным — из крестьян графа Чернышёва; не имея собственной фамилии, принял фамилию своего барина), родился в 1720 г. или 1721 г., начал службу в начале 1740 годов (1741—1743 гг.), когда рекрутом прибыл в Петербург; видная наружность привела его во Дворец, и он стал камер-лакеем великого князя Петра Фёдоровича. Ко времени прибытия в Россию великой княгини Екатерины Алексеевны он уже состоял любимцем великого князя: «был самым близким к нему человеком и исполнял самые интимные его поручения». «Высокого роста, хорошо сложённый, красивый», «любимец жениха», он понравился и Екатерине, быстро подружился с её камердинером Тимофеем Евреиновым, и этим путём Екатерина, по её же словам, узнавала очень многое, чего другими путями ей узнать было бы невозможно. Отношения Екатерины к Чернышёву были настолько просты и хороши, что она называла его «сынком», а он её — «матушкой», старалась пользоваться исключительно его услугами, любила с ним разговаривать и вообще настолько интересовалась им, что отвечала (через Евреинова) на его письма, когда он сидел под арестом. Во время придворного бала, в двадцатых числах мая 1746 года, камергер граф Девьер застал Екатерину разговаривающей через полуотворённую дверь её спальни с Чернышёвым.
На следующий день Чернышёвы были арестованы по распоряжению Елизаветы Петровны, и началось строгое следствие. Результатов его мы не знаем. Бильбасов высказывает решительную уверенность, что «дерзкие подозрения» основывались на «вздорных сплетнях». Подверглись допросу и Екатерина с мужем. «В начале августа 1746 г., — рассказывает Екатерина в своих мемуарах, — нам с мужем было приказано говеть, и Симон Тодорский, епископ псковский, много допрашивал нас, каждого поодиночке, что происходило между нами и Чернышёвым, но так как у нас решительно ничего не происходило, то у него вырвался вопрос: „Кто же наговорил императрице совершенно другое?“». Два года Чернышёв содержался под стражей в Рыбачьей Слободе, близ Санкт-Петербурга, и в 1748 году, по распоряжению тайной канцелярии, был отправлен на службу в Оренбургский гарнизон. Ссылка не помешала ему повышаться в чинах — есть указание, что в 1757 году он имел чин майора армии. В 1762 году Пётр III возвратил его в Петербург, произвёл в генерал-адъютанты и назначил членом комиссии по расследованию жалобы из новой Сербии на генерал-поручика Хорвата. Во время государственного переворота 28 июня 1762 года он был на стороне Петра III, но, несмотря на это, Екатерина, после воцарения, писала Олсуфьеву: «Поручаю тебе выбрать место или, одним словом сказать, хлеба дать, генерал-адъютанту бывшего императора… вели сшить шубу… они (с Евреиновым) некогда за меня пострадали, а я оставляю их гранить мостовую, не зная, чтобы для них сделать». В следующем году Чернышёв был определён в полк с полковничьим жалованьем, но, согласно прошению, был уволен в отставку с чином генерал-майора по бригадирскому окладу в 800 рублей в год. В 1773 году он заявил желание снова поступить на службу и был назначен обер-комендантом Санкт-Петербургской крепости. В 1796 году произведён в генерал-аншефы и приказано было ему именоваться «комендантом». О деятельности его в этот период ничего не известно; вряд ли она, однако, могла быть особенно энергичной и плодотворной. Болотов упоминает о нём в 1789 году, когда приехал к нему благодарить за доставленное место: «он очень предобрый, принял меня очень ласково, и приятно ему весьма было то, что я приехал его благодарить». В январе 1797 года. Чернышёв вышел в отставку с сохранением содержания и умер 16-го февраля того же года.